# كيم ماي غيست
كيم ماي غيست (بالإنجليزية: Kim Mai Guest)‏ هي ممثلة أمريكية، ولدت في 5 أغسطس 1969 في لوس أنجلوس في الولايات المتحدة.

## وصلات خارجية
- الموقع الرسمي
- كيم ماي غيست على موقع IMDb (الإنجليزية)
- كيم ماي غيست على موقع ميوزك برينز (الإنجليزية)
- كيم ماي غيست على موقع قاعدة بيانات الفيلم (الإنجليزية)
- كيم ماي غيست على موقع ANN person (الإنجليزية)